# Ялець
Ялець (Leuciscus) — рід риб родини ялецевих; довжина 16—80 см, вага 0,2—8,0 кг. У водоймах України — 6 видів. Ялець звичайний L. leuciscus занесений до Червоної книги України; в'язь L. idus — об'єкт промислу.

## Види
Рід включає такі види:
- Leuciscus aspius, Білизна звичайна
- Leuciscus baicalensis
- Leuciscus bearnensis
- Leuciscus bergi, Іссик-кульський чебачок
- Leuciscus burdigalensis
- Leuciscus chuanchicus
- Leuciscus danilewskii, Ялець Данилевського
- Leuciscus dzungaricus
- Leuciscus gaderanus
- Leuciscus idus, В'язь
- Leuciscus latus
- Leuciscus lehmanni
- Leuciscus leuciscus, Ялець звичайний
- Leuciscus lindbergi
- Leuciscus merzbacheri
- Leuciscus oxyrrhis
- Leuciscus schmidti
- Leuciscus vorax, Білизна передньоазійська
- Leuciscus waleckii

### Переглянуті назви
- Leuciscus cephalus див. Squalius cephalus, головень європейський
- Leuciscus souffia див. Telestes souffia, ялець-андруга звичайний